# 基茲利夫
49°57′31″N 24°31′43″E / 49.95861°N 24.52861°E
基茲利夫（烏克蘭語：Кізлів），是烏克蘭西部的村莊，隸屬利維夫州的佐洛奇夫區。該村面積4.17平方公里，海拔高度238米，2001年人口667，人口密度每平方公里159.8人。